# Јазне
Јазне (словен. Jazne, итал. Iasne) је насељено место у општини Церкно, Горишка регија, Словенија.

## Историја
До територијалне реорганизације у Словенији биле су у саставу старе општине Идрија.

## Становништво
У попису становништва из 2011. године, Јазне су имале 117 становника.
| Број становника према пописима | Број становника према пописима | Број становника према пописима |
| ------------------------------ | ------------------------------ | ------------------------------ |
| 1991                           | 2002                           | 2011                           |
| 136                            | 114                            | 117                            |

Напомена: Године 1997. смањен за дио насеља који је са издвојеним дијелом из насеља Оталеж спојен у ново самостално насеље Травник.